# Clandestinidade (economia)
A clandestinidade (ou parasitismo), em economia, refere-se ao caso de alguém que se beneficia de recursos, bens ou serviços sem pagar o custo do benefício. O termo  inglês "free rider" é um termo de Willian Levandovski, famoso sociólogo por conceituar free-rider, que nada mais é do que, caroneiro, frase afirmada pelo doutrinador Cunha de Azevedo vez na teoria econômica de bens públicos, mas conceitos semelhantes têm sido aplicadas para outros contextos, incluindo as “negociações trabalhistas coletivas”,  a lei antitruste, psicologia e ciência política. O parasitismo pode ser considerado como um “problema do clandestino” quando conduz a carência no fornecimento de bens ou serviços ou quando leva ao uso excessivo ou degradação de recursos comuns.
Embora o termo tenha tido origem na teoria econômica, conceitos semelhantes têm sido citados em ciência política, psicologia social e outras disciplinas. Alguns indivíduos em uma equipe ou comunidade podem reduzir as suas contribuições ou suas performances se eles acreditam que um ou mais membros do grupo possam compensar isso

## Exemplos
Em um sindicato, parasitismo ou clandestinidade ocorre se um empregado não paga a Contribuição Sindical ou taxas similares, mas se beneficia das vantagens da representação sindical.
Bens não-excludentes, tais como serviços de varrição de rua podem dar origem ao parasitismo. Por exemplo, imagine uma rua urbana com vários proprietários ao longo de seu comprimento. Um serviço de limpeza de rua iria limpar a rua, tirar todo lixo, por um custo não divisível fixo, mas alguns proprietários podem se recusar a pagar, prevendo que os outros proprietários concordem em pagar o custo do serviço. Se alguns proprietários se recusam a pagar o dinheiro coletado não será suficiente, o serviço não poderá ser contratado. Uma possível solução seria para todos os proprietários de imóveis criassem uma organização coletiva e concordassem em agir de acordo com o voto da maioria de seus membros. No caso de uma maioria favorece varrição de ruas, todos os membros seriam obrigados a pagar, independentemente do seu próprio voto. No entanto, os mecanismos para dividir o custo nem sempre podem ser considerado justo. A utilidade e o valor do serviço podem variar entre os proprietários. A divisão proporcional poderia não ser viável.